# Phrynosoma diminutum
Espèce
Phrynosoma diminutum est une espèce de sauriens de la famille des Phrynosomatidae.

## Répartition
Cette espèce est endémique du Colorado aux États-Unis,. 
Sa présence est incertaine au Nouveau-Mexique.

## Description
Les mâles mesurent jusqu'à 53 mm de longueur standard et les femelles jusqu'à 67 mm.

## Publication originale
- Montanucci, 2015 : A taxonomic revision of the Phrynosoma douglasii species complex (Squamata: Phrynosomatidae). Zootaxa, no 4015(1), p. 1–177.